# Tivat (kommunhuvudort)
Tivat (serbiska: Тиват) är en kommunhuvudort i Montenegro.   Den ligger i kommunen Tivat, i den sydvästra delen av landet vid en havsvik. Tivat ligger 6 meter över havet och antalet invånare är 6 280.
Terrängen runt Tivat är bergig åt nordost, men åt sydväst är den kuperad. I omgivningarna runt Tivat växer i huvudsak blandskog.